# دنتسپلای سیرونا
دنتسپلای سیرونا (انگلیسی: Dentsply Sirona) شرکت تجهیزات پزشکی آمریکایی است، که در سال ۲۰۱۶ تأسیس شد.